# Calymperes derelictum
Calymperes derelictum là một loài rêu trong họ Calymperaceae. Loài này được Thér. & P. de la Varde mô tả khoa học đầu tiên năm 1917.